# Унекен, Йеспер
Йеспер Унекен (нидерл. Jesper Uneken; родился 9 августа 2004, Хертогенбос) — нидерландский футболист, нападающий клуба ПСВ, выступающий на правах аренды за «Валвейк».

## Клубная карьера
Воспитанник футбольной академии нидерландского клуба ПСВ, за которую выступал с 2011 года. Летом 2023 года подписал с клубом двухлетний профессиональный контракт.
6 апреля 2024 года дебютировал в основном составе ПСВ в матче Эредивизи против клуба АЗ, выйдя на замену Люку де Йонгу на 88-й минуте, а три минуты спустя отметился забитым мячом.
Летом 2025 года перешёл на правах аренды в «Валвейк».

## Достижения
ПСВ
- Чемпион Нидерландов: 2023/24